# Видова фітоценотична класифікація
Видова фітоценотична класифікація (англ. species classification) — класифікація видів за їх  фітоценотичними властивостями, результат аналізу-R. В.ф.к. є або етапом при класифікації фітоценозів (див., наприклад, метод фітоценологічних таблиць, «Блок-метод»), або може розглядатися як самостійне завдання (наприклад, виділення екологічних груп видів).